# Mistrovství světa ve veslování 1987
Mistrovství světa ve veslování 1987 byl v pořadí 16. šampionát konaný na jezeře Bagsværd v sousedství dánské Kodaně. Finálové jízdy se jely ve dnech 29. a 30. srpna 1987.
Každoroční veslařská regata trvající jeden týden je organizována Mezinárodní veslařskou federací (International Rowing Federation; FISA) obvykle na konci léta severní polokoule. V neolympijských letech představuje mistrovství světa vyvrcholení mezinárodního veslařského kalendáře a v roce, jenž předchází  olympijským hrám, představuje jejich hlavní kvalifikační událost. V olympijských letech pak program mistrovství zahrnuje pouze neolympijské disciplíny.

## Medailové pořadí
| Pořadí | Země                             | Zlato | Stříbro | Bronz | Celkem |
| ------ | -------------------------------- | ----- | ------- | ----- | ------ |
| 1      | Východní Německo                 | 4     | 4       | 1     | 9      |
| 2      | Rumunská socialistická republika | 4     | 2       | 2     | 8      |
| 3      | Bulharská lidová republika       | 3     | 1       | 1     | 5      |
| 4      | Itálie                           | 3     | 0       | 5     | 8      |
| 5      | USA                              | 2     | 1       | 4     | 7      |
| 6      | Západní Německo                  | 1     | 4       | 0     | 5      |
| 7      | Sovětský svaz                    | 1     | 2       | 4     | 7      |
| 8      | Spojené království               | 1     | 2       | 1     | 4      |
| 9      | Belgie                           | 1     | 2       | 0     | 3      |
| 10     | Kanada                           | 1     | 1       | 1     | 3      |
| 11     | Francie                          | 0     | 1       | 0     | 1      |
| 11     | Norsko                           | 0     | 1       | 0     | 1      |
| 13     | Čína                             | 0     | 0       | 1     | 1      |
| 13     | Finsko                           | 0     | 0       | 1     | 1      |
| Celkem | Celkem                           | 21    | 21      | 21    | 63     |

## Přehled medailí

### Mužské disciplíny
| Disciplína                      | Zlato | Čas     | Stříbro | Čas     | Bronz | Čas     |
| Skif M1x                        | Východní Německo Thomas Lange | 7:37,48 | Západní Německo Peter-Michael Kolbe | 7:40,76 | Finsko Pertti Karppinen | 7:40,90 |
| Dvojskif M2x                    | Bulharská lidová republika Danail Jordanov Vasil Radev                                                                                              | 7:03,33 | Západní Německo Andreas Schmelz Ralf Thienel | 7:06,33 | Východní Německo Uwe Sägling Uwe Heppner | 7:06,83 |
| Párová čtyřka M4x               | Sovětský svaz Valerij Dosenko Sergej Kinjakin Michail Ivanov Igor Kotko                                                                             | 6:11,25 | Norsko Vetle Vinje Lars Bjønness Rolf Thorsen Alf John Hansen                                                                                              | 6:13,02 | Kanada Doug Hamilton Robert Mills Paul Douma Melvin LaForme                                                                                                  | 6:14,40 |
| Dvojka bez kormidelníka M2-     | Spojené království Andrew Holmes Steve Redgrave | 7:11,20 | Rumunská socialistická republika Dragoș Neagu Dănuț Dobre                                                                                                  | 7:12,60 | Sovětský svaz Jurij Pimenov Nikolaj Pimenov | 7:15,98 |
| Dvojka s kormidelníkem M2+      | Itálie Carmine Abbagnale Giuseppe Abbagnale Giuseppe Di Capua (k)                                                                                   | 7:40,81 | Spojené království Andrew Holmes Steve Redgrave Patrick Sweeney (k)                                                                                        | 7:42,88 | Rumunská socialistická republika Dimitrie Popescu Vasile Tomoiagă Marin Gheorghe (k)                                                                         | 7:44,96 |
| Čtyřka bez kormidelníka M4-     | Východní Německo Jens Luedecke Thomas Greiner Ralf Brudel Olaf Förster                                                                              | 6:39,70 | Sovětský svaz Benjamin But Sigitas Kučinskas Jonas Narmontas Andrej Vasiljev                                                                               | 6:41,30 | USA Ted Swinford Daniel Lyons John Riley Robert Espeseth | 6:42,46 |
| Čtyřka s kormidelníkem M4+      | Východní Německo Frank Klawonn Bernd Eichwurzel Bernd Niesecke Karsten Schmeling Hendrik Reiher (k)                                                 | 6:41,74 | Sovětský svaz Viktor Omeljanovič Nikolaj Komarov Vasil Romanišin Valentin Gerasimenko Grigorij Dmitrenko (k)                                               | 6:45,17 | Itálie Antonio Maurogiovanni Giovanni Suarez Renato Gaeta Giuseppe Carando Dino Lucchetta (k)                                                                | 6:47,30 |
| Osma M8+                        | USA Michael Teti Jonatan Smith Ted Patton Michael Still Peter Nordell Jeffrey McLaughlin Douglas Burden John Pescatore Seth Bauer (k)               | 5:58,83 | Východní Německo Mario Kliesch Dirk Rendant Thomas Bänsch Holger Rose Andreas Costrau Hans Sennewald Karsten Timm Karsten Schmeling Peter Thiede (k)       | 6:01,94 | Itálie Ettore Bulgarelli Giuseppe Di Palo Antonio Baldacci Piero Carletto Giovanni Miccoli Alfredo Bollati Annibale Venier Franco Zucchi Paolo Trisciani (k) | 6:03,61 |
| Skif LV LM1x                    | Belgie Wim van Belleghem | 8:06,10 | Kanada David Wright | 8:11,43 | Itálie Ruggero Verroca | 8:13,80 |
| Dvojskif LV LM2x                | Itálie Enrico Gandola Giovanni Calabrese | 7:40,38 | Francie Luc Crispon Thierry Renault | 7:40,68 | Spojené království Allan Whitwell Carl Smith | 7:52,58 |
| Čtyřka bez kormidelníka LV LM4- | Západní Německo Thomas Palm Erik Ring Gerd Meyer Sebastian Franke                                                                                   | 6:42,14 | Spojené království Christopher Bates Peter Haining Neil Staite Stuart Forbes                                                                               | 6:44,05 | Itálie Franco Pantano Dario Longhin Nerio Gainotti Mauro Torta                                                                                               | 6:46,10 |
| Osma LV LM8+                    | Itálie Maurizio Losi Alfredo Striani Vittorio Torcellan Massimo Lana Stefano Spremberg Carlo Gaddi Andrea Re Fabrizio Ravasi Sebastiano Zanetti (k) | 6:30,04 | Západní Německo Bernhard Stomporowski Björn Gehlsen Alwin Otten Harald Galster Detlef Glitsch Udo Hennig Andreas Hobler Wolfgang Birkner Torsten Kreis (k) | 6:36,59 | USA Scott Petry Seymour Danberg Chris Berl Samuel Schuffler Michael Morrison John Irvine Kevin Clair Edward Hewitt Michael O’Gorman (k)                      | 6:45,48 |

### Ženské disciplíny
| Disciplína                      | Zlato | Čas     | Stříbro | Čas     | Bronz | Čas     |
| Skif W1x                        | Bulharská lidová republika Magdalena Georgievová | 8:59,26 | Východní Německo Martina Schröterová | 9:14,26 | Rumunská socialistická republika Mărioara Popescu | 9:20,29 |
| Dvojskif W2x                    | Bulharská lidová republika Stefka Madinová Violeta Ninovová | 7:47,89 | Rumunská socialistická republika Elisabeta Lipă Liliana Genesová | 7:47,99 | USA Anne Mardenová Barbara Kirchová | 7:51,42 |
| Párová čtyřka W4x               | Východní Německo Kerstin Försterová Birgit Peterová Jutta Behrendtová Jana Sorgersová                                                                                        | 6:58,42 | Bulharská lidová republika Pavlina Alexandrovová Krasimira Točevová Galina Jahorovová Mariana Jankulovová                                                                      | 7:00,90 | Sovětský svaz Světlana Masijová Marina Žukovová Irina Kalimbetová Antonina Machinová                                                                                                  | 7:02,87 |
| Dvojka bez kormidelnice W2-     | Rumunská socialistická republika Rodica Arba Olga Homeghi | 8:00,73 | Východní Německo Kathrin Haackerová Ute Wildová | 8:06,54 | Sovětský svaz Marina Pegovová Naděžda Sugaková | 8:08,78 |
| Čtyřka s kormidelnicí W4+       | Rumunská socialistická republika Valentina Virlanová Marioara Trașcă Adriana Bazonová Veronica Necula Ecaterina Oancia (k)                                                   | 7:30,12 | Východní Německo Birte Siechová Gerlinde Doberschützová Carola Hornigová Martina Waltherová Sylvia Roseová (k)                                                                 | 7:34,09 | Bulharská lidová republika Manuela Lašilinová Olja Stojčkovová Marijana Stojanovová Daniela Oronovová Sofia Cvetkovová (k)                                                            | 7:40,73 |
| Osma W8+                        | Rumunská socialistická republika Valentina Virlanová Marioara Trașcă Livia Țicanu Rodica Arba Adriana Bazonová Veronica Necula Olga Homeghi Lucia Sauca Ecaterina Oancia (k) | 6:55,61 | USA Anna Seatonová Kristen Thorsnessová Christine Campbellová Sarah Genglerová Stephanie Maxwellová-Piersonová Susan Broome Abigail Pecková Harriet Metcalfová Betsy Beard (k) | 6:57,27 | Sovětský svaz Sarmīte Stone Lydia Averjanovová Irina Tětěrinová Jelena Makuškinová Jelena Puchajevová Sarija Zakirovová Marina Suprunová Jelena Terjošinová Valentina Chochlovová (k) | 7:03,25 |
| Skif LV LW1x                    | Rumunská socialistická republika Maria Sava | 8:57,69 | Belgie Rita Defauwová | 8:57,89 | Itálie Francesca Bentivogliová | 9:05,58 |
| Dvojskif LV LW2x                | Kanada Janice Masonová Heather Hattinová | 8:36,60 | Belgie Lucia Focqueová Marie-Anne Vandermoereová | 8:41,35 | USA Carey Sandsová-Mardenová Christine Ernstová | 8:51,02 |
| Čtyřka bez kormidelnice LV LW4- | USA Sandy Kendallová Lindsay Burnsová Angela Herronová Mandy Kowalová | 8:08,32 | Západní Německo Evelyn Herweghová Christiane Zimmerová Sonja Petriová Monika Wolfová                                                                                           | 8:08,66 | Čína Dongling Yan Jun Long Hantao Luo Xiange Zhang | 8:13,81 |